# Bezirksliga Mittelschlesien 1940/41
De Bezirksliga Mittelschlesien 1940/41 was het achtste voetbalkampioenschap van de Bezirksliga Mittelschlesien, het tweede niveau onder de Gauliga Schlesien en een van de vier reeksen die de tweede klasse vormden. De competitie werd dit jaar omgedoopt in 1. Klasse Mittelschlesien. 
De competitie werd net als vorig seizoen in twee reeksen verdeeld. De twee groepswinnaars bekampten elkaar en de winnaar nam deel aan de eindronde om te promoveren. Reichsbahn SG Oels werd kampioen en nam deel aan de promotie-eindronde, waarin ze derde werden. Door de opsplitsing van de Gauliga promoveerde de club echter toch naar de Gauliga Niederschlesien 1941/42. 

## Bezirksliga

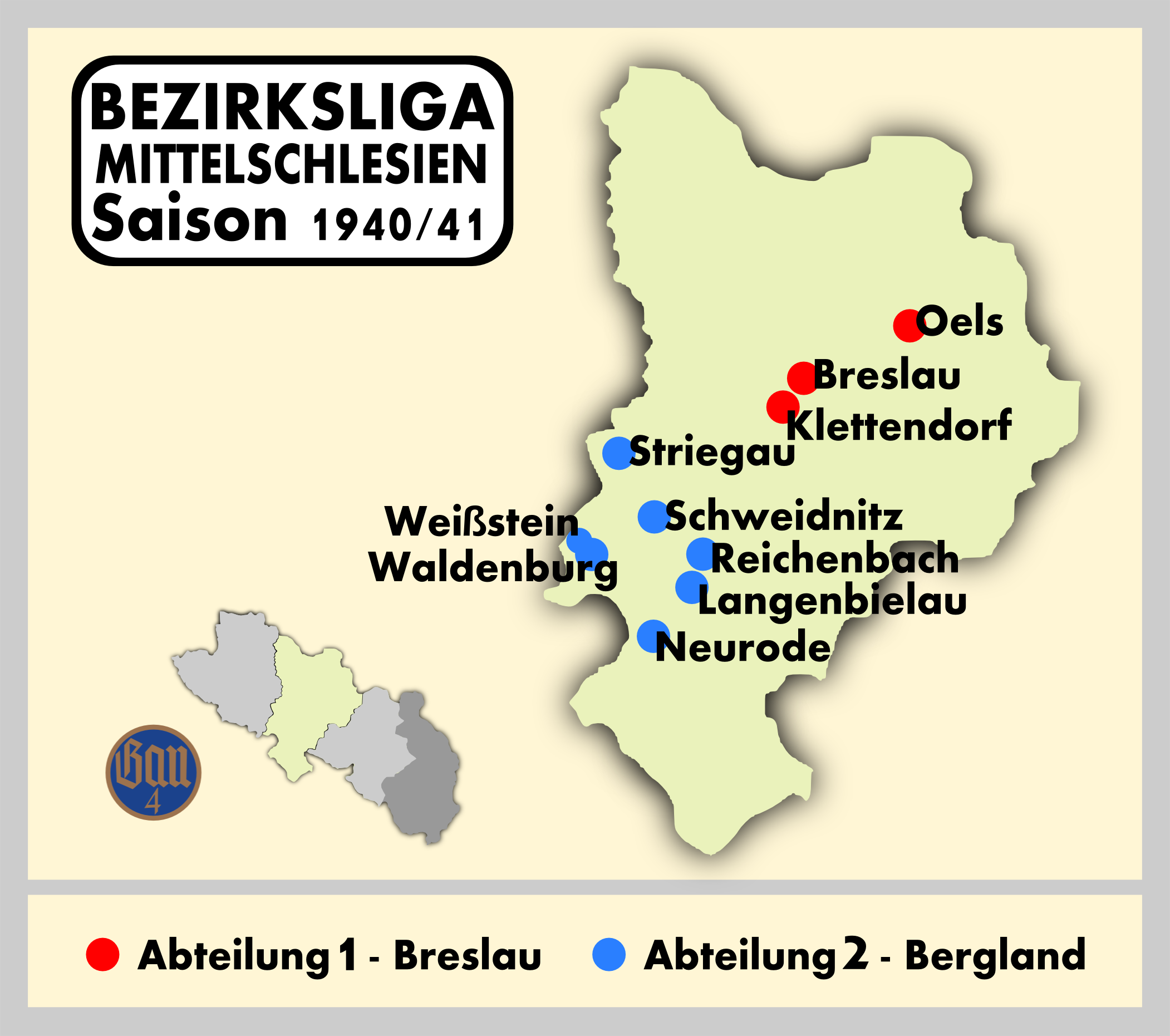
Speelsteden Bezirksliga Mittelschlesien.

### Breslau
| Plaats | Club                       | Wed.           | W              | G              | V              | Saldo          | Ptn.           |
| ------ | -------------------------- | -------------- | -------------- | -------------- | -------------- | -------------- | -------------- |
| 1.     | Reichsbahn SG Oels         | 10             | 7              | 1              | 2              | 33:17          | 15:05          |
| 2.     | SC Alemannia Breslau       | 10             | 7              | 1              | 2              | 26:19          | 15:05          |
| 3.     | TB Breslau-Neukirch        | 10             | 5              | 0              | 5              | 30:07          | 10:10          |
| 4.     | VfR Schlesien 1897 Breslau | 10             | 5              | 0              | 5              | 18:24          | 10:10          |
| 5.     | SC Germania 1904 Breslau   | 10             | 4              | 0              | 6              | 17:34          | 08:12          |
| 6.     | VfB Breslau                | 10             | 1              | 0              | 9              | 15:38          | 02:18          |
| 7.     | 1. FC Breslau              | Teruggetrokken | Teruggetrokken | Teruggetrokken | Teruggetrokken | Teruggetrokken | Teruggetrokken |
| 8.     | SV 33 Klettendorf          | Teruggetrokken | Teruggetrokken | Teruggetrokken | Teruggetrokken | Teruggetrokken | Teruggetrokken |

|  | Geplaatst voor finale                             |
|  | Trok zich na dit seizoen terug uit de competitie  |
|  | Trok zich tijdens seizoen terug uit de competitie |

### Bergland
| Plaats | Club                            | Wed.           | W              | G              | V              | Saldo          | Ptn.           |
| ------ | ------------------------------- | -------------- | -------------- | -------------- | -------------- | -------------- | -------------- |
| 1.     | SV Preußen Waldenburg-Altwasser | 12             | 10             | 1              | 1              | 66:16          | 21:03          |
| 2.     | DSV Schweidnitz                 | 12             | 8              | 1              | 3              | 65:20          | 17:07          |
| 3.     | SC Rot-Weiß Striegau            | 12             | 3              | 4              | 5              | 21:34          | 10:14          |
| 4.     | SV Sportfreunde Neurode         | 12             | 4              | 2              | 6              | 13:29          | 10:14          |
| 5.     | SV Germania Weißstein           | 12             | 4              | 2              | 6              | 26:46          | 10:14          |
| 6.     | Waldenburger SV 09              | 12             | 3              | 3              | 6              | 21:43          | 09:15          |
| 7.     | VfB Preußen Langenbielau        | 12             | 2              | 3              | 7              | 16:40          | 07:17          |
| 8.     | SpVgg 1908 Reichenbach          | Teruggetrokken | Teruggetrokken | Teruggetrokken | Teruggetrokken | Teruggetrokken | Teruggetrokken |

|  | Geplaatst voor finale                             |
|  | Trok zich tijdens seizoen terug uit de competitie |

### Finale
Heen
|             |                                 |       |                    |           |
| 25 mei 1941 | SV Preußen Waldenburg-Altwasser | 0 – 3 | Reichsbahn SG Oels | Altwasser |
| 25 mei 1941 |                                 |       |                    | Altwasser |

Terug
|             |                    |       |                                 |      |
| 1 juni 1941 | Reichsbahn SG Oels | 6 – 1 | SV Preußen Waldenburg-Altwasser | Oels |
| 1 juni 1941 |                    |       |                                 | Oels |

### Eindronde bijkomende stijgers
Er namen twee clubs deel uit de 1. Klasse Breslau, één uit de 1. Klasse Bergland en de voorlaatste uit de Gauliga. 
| Plaats | Club                       | Wed. | W | G | V | Saldo | Ptn.  |
| ------ | -------------------------- | ---- | - | - | - | ----- | ----- |
| 1.     | DSV Schweidnitz            | 6    | 4 | 1 | 1 | 22:10 | 09:03 |
| 2.     | SC Alemannia Breslau       | 6    | 3 | 1 | 2 | 65:20 | 07:05 |
| 3.     | SC Vorwärts Breslau        | 6    | 3 | 0 | 3 | 14:20 | 06:06 |
| 4.     | VfR Schlesien 1897 Breslau | 6    | 1 | 0 | 5 | 08:20 | 02:10 |

|  | Promotie naar Gauliga Niederschlesien 1941/42     |
|  | Degradatie naar 1. Klasse Niederschlesien 1941/42 |